# Westlicher Tropfenameisenwürger
Der Westliche Tropfenameisenwürger, jetzt Kolumbienameisenwürger  (Thamnophilus atrinucha, Syn.: Thamnophilus punctatus atrinucha), zählt innerhalb der Familie der Ameisenvögel (Thamnophilidae) zur Gattung der Thamnophilus.
Die Art kommt in Zentralamerika von Belize und Ostguatemala, Costa Rica, Panama bis Ecuador, Kolumbien, Peru und Venezuela vor.
Das Verbreitungsgebiet umfasst feuchten tropischen Primär- und Sekundärwald, und Waldrändern bis 1500 m Höhe.
Der lateinische Artzusatz kommt von lateinisch ater ‚schwarz‘ und lateinisch nuchus ‚Nacken‘.
Früher wurde die Art als Unterart (Ssp.) des Tüpfelwollrückens (Thamnophilus punctatus) angesehen und als Thamnophilus punctatus atrinucha bezeichnet.

## Merkmale
Der Vogel ist mittelgroß, besitzt einen kleinen Haken an der Schnabelspitze, das Männchen ist schiefergrau mit schwarzer Krone, der Schwanz dunkel mit weißen Spitzen, das Weibchen braun mit kastanienbrauner Krone. Beide haben weiße Flecken auf Schwanz und Flügeldecken. Jungvögel sehen bereits nach zwei Monaten wie Altvögel aus, lassen sich aber durch Verhalten und Lautgebungen unterscheiden.
Bei nur kurzer Sichtung kann die Art mit dem Dunkelgrauen Ameisenfänger (Cercomacroides tyrannina) verwechselt werden, der auch im gleichen Habitat vorkommt, aber einen schlankeren Schnabel ohne Haken und weniger Weiß auf den Flügeln aufweist.

## Geografische Variation
Es werden folgende Unterarten anerkannt:
- T. a. atrinucha Salvin & Godman, 1892, Nominatform – Südbelize und Nordostguatemala bis Nordwestperu und -venezuela
- T. a. gorgonae Thayer & Bangs, 1905 – Gorgona Insel

## Stimme
Der Ruf wird als rollende nasale, auf dem letzten Ton betonte Folge und als dem
Binden-Ameisenwürger (Thamnophilus doliatus) ähnlich beschrieben.

## Lebensweise
Die Nahrung besteht hauptsächlich aus Insekten, die im Dickicht gerne in gemischten Jagdgemeinschaften gesucht werden. Bei durchziehenden Schwärmen der Wanderameisen ist der Würger an dessen Peripherie zu finden.
Das Nest wird im Unterholz angelegt, eine definierte Brutzeit gibt es nicht. Die Art ist monogam mit langanhaltender Paarbindung.

## Gefährdungssituation
Der Bestand gilt als nicht gefährdet (Least Concern).